# Heinrich Schneebeli

Heinrich Schneebeli (ca. 1886)

Heinrich Schneebeli (* 31. Juli 1849 in Ottenbach; † 13. Mai 1890 in Zürich; heimatberechtigt in Ottenbach) war ein Schweizer Physiker und Hochschullehrer.

## Leben
Heinrich Schneebeli war Sohn des gleichnamigen Taglöhners und der Barbara, geborene Gut. Ab 1874 war er mit Elise Herzog, der Tochter des Bierbrauers Meinrad Herzog, verheiratet.
Schneebeli absolvierte von 1866 bis 1869 das Fachlehrerstudium für Naturwissenschaften mathematischer Richtung am Eidgenössischen Polytechnikum in Zürich. Von 1869 bis 1873 war er Assistent am physikalischen Laboratorium der Universität Zürich. 1870 dissertierte er an der Universität Zürich und schloss im selben Jahr die Habilitation am Polytechnikum zum Privatdozenten ab. 1871 verbrachte er ein Studiensemester in Berlin.
Schneebeli war von 1873 bis 1879 Professor für Physik am Kantonalen Gymnasium und an der Akademie Neuenburg. Weiterhin war er 1879 Professor für Experimentalphysik am Polytechnikum Zürich.
Schneebeli beschäftigte sich hauptsächlich mit Problemen der Elastizität, Akustik und Elektrizität.